# Eugoa indeclaratana
Eugoa indeclaratana är en fjärilsart som beskrevs av Walker 1863. Eugoa indeclaratana ingår i släktet Eugoa och familjen björnspinnare. Inga underarter finns listade i Catalogue of Life.